# Ahmed Khaled Tawfik
 (juin 2021).
La mise en forme du texte ne suit pas les recommandations de Wikipédia : il faut le « wikifier ».
Les points d'amélioration suivants sont les cas les plus fréquents. Le détail des points à revoir est peut-être précisé sur la page de discussion.
- Les titres sont pré-formatés par le logiciel. Ils ne sont ni en capitales, ni en gras.
- Le texte ne doit pas être écrit en capitales (les noms de famille non plus), ni en gras, ni en italique, ni en « petit »…
- Le gras n'est utilisé que pour surligner le titre de l'article dans l'introduction, une seule fois.
- L'italique est rarement utilisé : mots en langue étrangère, titres d'œuvres, noms de bateaux, etc.
- Les citations ne sont pas en italique mais en corps de texte normal. Elles sont entourées par des guillemets français : « et ».
- Les listes à puces sont à éviter, des paragraphes rédigés étant largement préférés. Les tableaux sont à réserver à la présentation de données structurées (résultats, etc.).
- Les appels de note de bas de page (petits chiffres en exposant, introduits par l'outil «  Source ») sont à placer entre la fin de phrase et le point final[comme ça].
- Les liens internes (vers d'autres articles de Wikipédia) sont à choisir avec parcimonie. Créez des liens vers des articles approfondissant le sujet. Les termes génériques sans rapport avec le sujet sont à éviter, ainsi que les répétitions de liens vers un même terme.
- Les liens externes sont à placer uniquement dans une section « Liens externes », à la fin de l'article. Ces liens sont à choisir avec parcimonie suivant les règles définies. Si un lien sert de source à l'article, son insertion dans le texte est à faire par les notes de bas de page.
- La présentation des références doit suivre les conventions bibliographiques. Il est recommandé d'utiliser les modèles {{Ouvrage}}, {{Chapitre}}, {{Article}}, {{Lien web}} et/ou {{Bibliographie}}. Le mode d'édition visuel peut mettre en forme automatiquement les références.
- Insérer une infobox (cadre d'informations à droite) n'est pas obligatoire pour parachever la mise en page.

Pour une aide détaillée, merci de consulter Aide:Wikification.
Si vous pensez que ces points ont été résolus, vous pouvez retirer ce bandeau et améliorer la mise en forme d'un autre article.
 (juin 2021).
Œuvres principales
Utopia
Paranormal
Fantasia
The Rath Path
Ahmed Khaled Tawfik Farrag (10 juin 1962 - 2 avril 2018) est né à Tanta au nord du Caire. Surnommé "parrain" auprès de son jeune public, Tawfik est un auteur, traducteur et médecin égyptien. Il a écrit plus de 500 livres en égyptien et en arabe standard. Il est le premier écrivain contemporain d'horreur et de science-fiction dans le monde arabophone et aussi le premier écrivain à explorer les thrillers médicaux. 

## Biographie
Tawfik est diplômé de la faculté de médecine de l'Université de Tanta en 1985 où il obtient un doctorat en 1997. En 1992, il rejoint la maison d'édition Modern Arab Association (en) et commence à écrire sa première série de romans l'année suivante. En janvier 1993, il publie le premier volet de sa série d'horreur/thriller Ma Waraa Al Tabiaa (en), qui se traduit par « Au-delà de la nature » ou « Métaphysique ».
Il écrit également des articles périodiques pour des revues et des magazines en ligne tels que Al Dostor et Rewayty. Son style d'écriture séduit à la fois un public égyptien et un public arabophone plus large, ce qui lui vaut une popularité en Égypte et au Moyen-Orient. En novembre 2004, il rejoint le magazine Al-Shabab pour écrire des articles sur sa page permanente sous le titre Now We Open the Box, et il écrit dans plusieurs périodiques.

### Parcours
Ses études en médecine ont influencé sa manière d’écrire notamment ses personnages; son premier personnage est un hématologue. Ils sont généralement tous des personnages égyptiens et l'histoire se déroulent à la fois en Égypte et dans le monde. Certains de ses personnages sont semi-autobiographiques. Tawfik s'inspire d'expériences personnelles dans ses créations; ses fans le considèrent comme leur "parrain" et l'identifient le plus étroitement avec son personnage Refaat Ismael (ar), qui figure dans la série Ma Waraa Al Tabiaa (sur Netflix). 
Cette série tourne autour de Refaat Ismael (ar), un médecin célibataire de 70 ans qui travaille comme intervenant en hématologie. Il raconte ses souvenirs des choses surnaturelles auxquelles il a été exposé, il est plus célèbre pour cela que pour sa qualité de médecin. Il participe également à une émission de radio sur le thème du paranormal en Égypte, intitulée After Midnight. La série se déroule en grande partie dans un cadre d'horreur et dans un style satirique.
Netflix publie Paranormal, une adaptation en six parties de Ma Waraa Al Tabiaa, qui marque la première série égyptienne originale du service de streaming.

### Décès
Ahmed Khaled Tawfik décède le 2 avril 2018 à l'hôpital El Demerdash du Caire, en Égypte. La cause immédiate du décès aurait été un arrêt cardiaque dû à une fibrillation ventriculaire qu'il a subie quelques heures après s'être réveillé de la chirurgie. Dr. Ines Abdel-Dayem, le ministre égyptien de la Culture, et tous les secteurs et organes du ministère de la Culture ont pleuré son décès, déclarant :

« La culture égyptienne et arabe a perdu un grand romancier tant qu'il a enrichi la vie culturelle en Égypte et dans le monde arabe. Les écrivains de suspense et d'histoires de jeunesse dans le monde arabe, qui se caractérisent par leur style intéressant et intéressant, qui lui a valu une large base d'audience et de lecteurs. »

## Filmographie

### Adaptation
- 2020 : Paranormal

### Séries
- Paranormal : lancé en (1992), terminé (2014).
- Fantasia : lancée en (1995): une intrigue qui présente des œuvres littéraires célèbres aux jeunes, à travers une présentation interactive. Fantasia a présenté à ses lecteurs un large éventail de sujets allant d'Arthur Conan Doyle et du sikhisme à Fiodor Dostoïevski et à la Cosa nostra de la mafia.
- Safari: lancée en (1996).
- Shiver of Fear: un roman d'horreur traduit.
- WWW :  Elle a été publiée en version imprimée en (2006) par Diamond Book et Laila Publishing.

### Romans
- Utopia: Il a été publié début (2008) par Merritt Publishing House, et a été traduit en anglais par Bloomsbury, et en français par Ombres Noires, en allemand et en finnois. Republié en arabe par Bloomsbury - Qatar Foundation for Publishing, et Dar Al-Shorouk.
- Al-Singa: Publié en (2012) par Bloomsbury - Qatar Foundation for Publishing.
- Like Icarus: Il a été publié en (2015) par Dar Al-Shorouk.
- The Rat Path: publié en (2016) chez Dar Al Karma, et c'est, comme le dit l'auteur en introduction du livre, un traitement inspiré et élaboré - avec une différence radicale de personnages, de profondeur, d'intrigue et de fin - de son histoire: The legend of the land of darkness (Supernatural #68), qui était la dernière des aventures de Salem et Salma de la série.
- Shabeeb: Le roman a été publié en (2018) par Dar Al-Shorouk, et il porte le caractère d'aventure et de suspense.

### Traductions
- Fight Club : Chuck Palahniuk, publié en (2005) par Merit Publishing House, et réédité par Laila House.
- Dermaphoria: Craig Clevenger publié en 2010 par Merrit.
- The Book of the Graves: Neil Gaiman publié en 2013 par Bloomsbury - Qatar Foundation Publishing.
- The Kite Runner: Khaled Hosseini, illustré par: Vipo Chilloni et Mirka Andolfo. Publié en (2012) par Bloomsbury - Qatar Foundation Publishing.
- Che Guevara: Biographie illustrée du leader révolutionnaire Ernesto "Che" Guevara, illustrée et préparée : Spain Rodriguez. Il a été publié en 2018 par Dar Al-Shorouk après sa mort.
- Le Tour du Monde en 80 jours : Jules Verne
- 1984 : George Orwell
- Alice au pays des merveilles : Charles Lutwidge Dodson

## Hommage
- En avril (2018), le groupe de rock égyptien Cairokee (en) a sorti une chanson intitulée He's No Longer A Child[1],[2] basée sur les paroles du poème de 1987 du Tawfik
- Le 10 juin (2019), à l'occasion du 57e anniversaire de Tawfik, il est honoré d'un Google Doodle.

## Sources
- « Paranormal : c’est quoi cette série horrifique égyptienne qui arrive sur Netflix ? », sur Premiere.fr, 4 novembre 2020 (consulté le 3 juin 2021)
- AlloCine, « Paranormal » (consulté le 3 juin 2021)
- (ar) « أحمد خالد توفيق يفوز بجائزة الرواية العربية في معرض الشارقة الدولي للكتاب | المصري اليوم », sur www.almasryalyoum.com (consulté le 3 juin 2021)
- (ar) « كتب أحمد خالد توفيق سطور », sur sotor.com (consulté le 3 juin 2021)
- « دكتور أحمد خالد توفيق في برنامج عصير الكتب ج1 » (consulté le 3 juin 2021)
- « أحمد خالد توفيق: فليتألموا », sur أحمد خالد توفيق,‎ 23 mars 2010 (consulté le 3 juin 2021)
- « 2012 Nominees | Science Fiction & Fantasy Translation Awards », sur web.archive.org, 23 mai 2012 (consulté le 3 juin 2021)
- (en) « Ahmed Khaled Towfik, Egypt's doctor of escapism », sur The National, 16 mars 2012 (consulté le 3 juin 2021)
- « Ahmed Khaled Tawfik: The mentor of generations », sur EgyptToday, 10 juin 2019 (consulté le 3 juin 2021)
- « Dans les coulisses de Paranormal, la nouvelle série arabe de Netflix », sur www.arabnews.fr (consulté le 3 juin 2021)
- Yves Gonzalez-Quijano, « Tombeau pour un grand auteur inconnu : Ahmed Khaled Towfik », sur Culture et politique arabes (consulté le 3 juin 2021)
- « Ahmed Khaled Tawfik is the Arab World’s Stephen King », sur Mille World, 21 février 2020 (consulté le 3 juin 2021)
- Ahmed Khaled Tawfik, « Ahmed Khaled Towfik - Livres, Biographie, Extraits et Photos | Booknode », sur booknode.com (consulté le 3 juin 2021)
- « Ahmed Khaled Towfik (auteur de Utopia) », sur Babelio (consulté le 3 juin 2021)